# Detergent

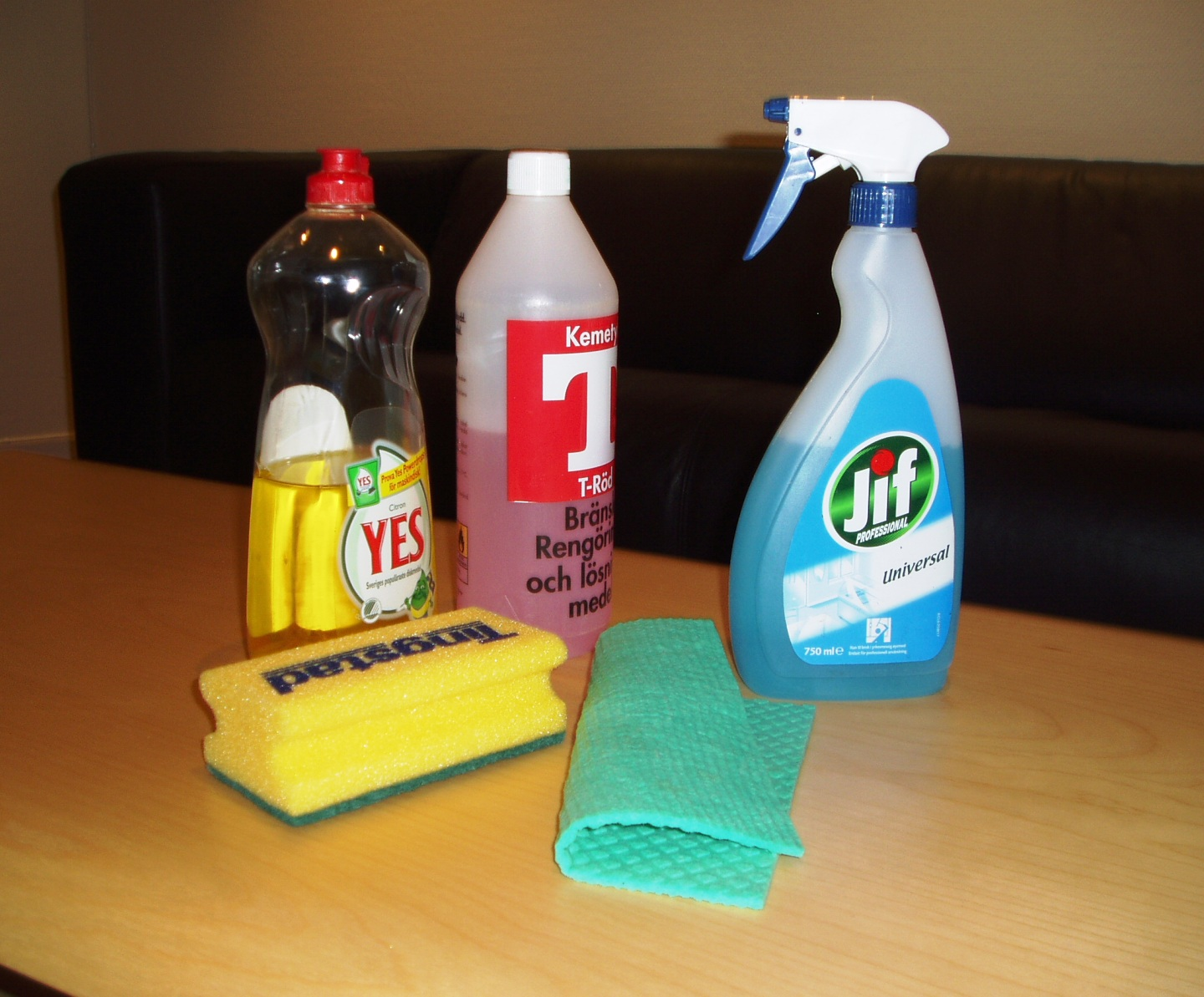
Reinigingsmiddelen

Met detergent of detergens kan - strikt genomen - elk reinigingsmiddel worden bedoeld. Meestal echter wordt hiermee een oppervlakteactief reinigingsmiddel aangeduid.

## Werking
Een detergent bestaat uit moleculen die een hydrofiele (waterminnende) en een lipofiele (hydrofobe, vetminnende) kant hebben. Hierdoor kunnen vet en aan vet klevende stoffen in water oplossen, terwijl ze dit normaal niet doen.
Deze vetten vormen met het detergent micellen; een soort bolletjes gevuld met vet die in het water zweven. (Lees de micel pagina, voorgaande zin kan een verkeerd beeld geven van de strikte betekenis van een micel. De micel in engere zin bestaat namelijk louter uit amfifiele moleculen, wanneer deze vet invangen spreekt men beter van een emulsie).

## Soorten

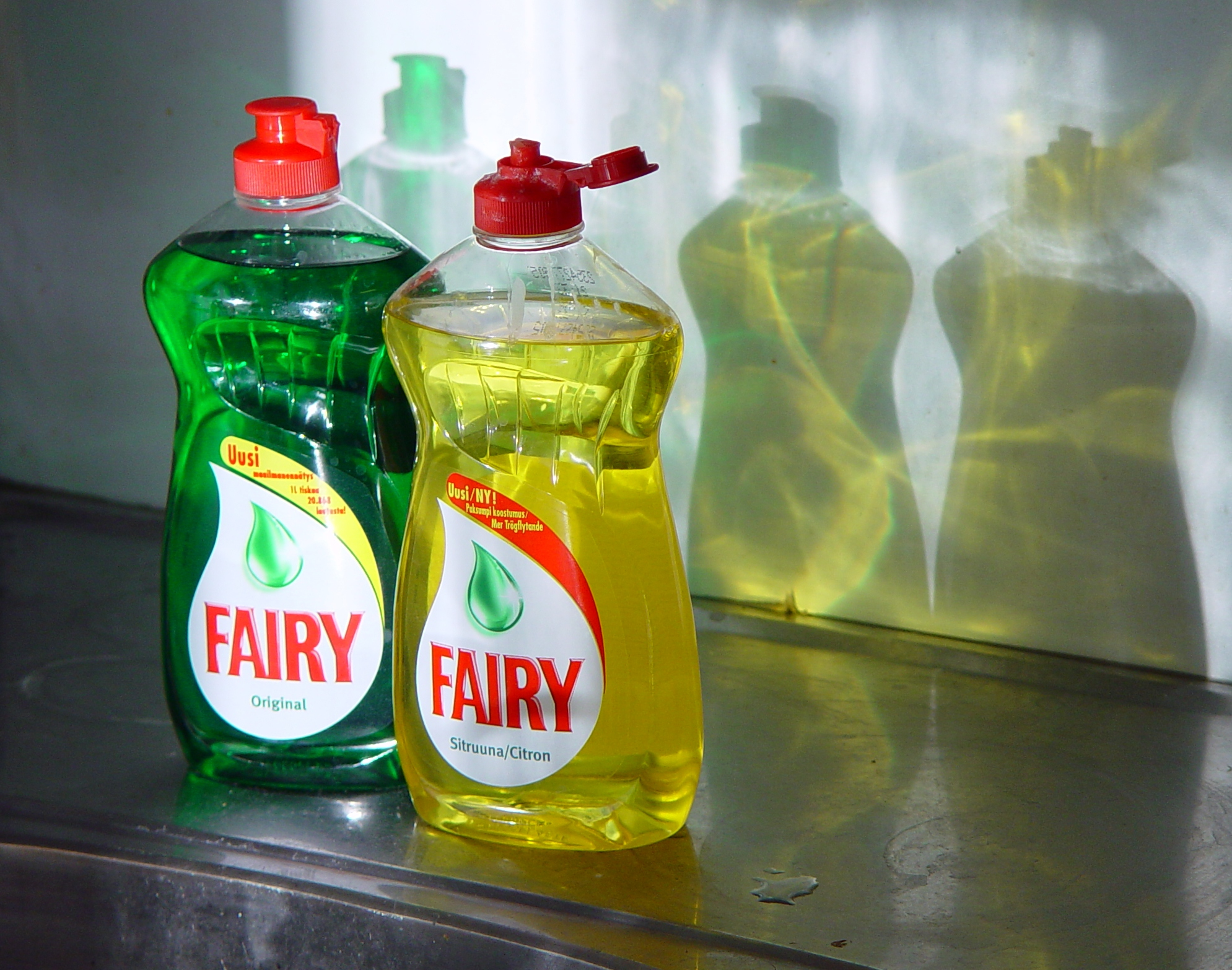
Afwasmiddel

Zeep is een bekend detergent. Zeep is een kalium-, of natriumzout van een vetzuur en is licht basisch.
Zeep in de scheikundige betekenis wordt bijna niet meer gebruikt, alleen de harde blokken waar je je handen mee wast bestaan vaak helemaal of voor een deel nog uit zeep in die betekenis, en voor het huishouden wordt nog weleens groene zeep gebruikt.
In de meeste cosmetica wordt gebruikgemaakt van andere detergenten dan zeep, omdat de hoge pH waarde van zeep niet goed voor de huid is. Deze andere detergenten worden meestal -net als zeep- gemaakt van plantaardige vetten.
Ook in de meeste wasmiddelen worden pH neutrale detergenten gebruikt. Deze kunnen ook uit niet-natuurlijke stoffen zijn gemaakt, zoals etheen, C2H4.
Vroeger werd ook wel gebruikgemaakt van propeen, C3H6, maar deze hebben het nadeel dat ze zeer slecht biologisch afbreekbaar zijn. Dit veroorzaakte veel watervervuiling, zoals grote schuimvlokken bij stuwdammen en (spui)sluizen. Om deze reden is gebruik van dergelijke detergenten niet meer toegestaan.

## Detergentenverordening
De Europese Unie heeft in april 2004 de Detergentenverordening (EG) nr. 648/2004 gepubliceerd. In deze verordening is nauwkeurig omschreven welke producten exact onder de werkingssfeer van deze verordening vallen. Hierin is ook het begrip detergentia omschreven als: alle stoffen en preparaten die zepen en/of andere oppervlakteactieve stoffen bevatten en die bedoeld zijn voor was- en reinigingsprocedés. Detergentia kunnen elke vorm hebben (vloeistof, poeder, pasta, staaf, brood, gestempeld stuk, fantasievorm, enz.) en kunnen in de handel worden gebracht of gebruikt voor huishoudelijk, institutionele of industriële doeleinden.